# Fahrenheit 451 (Computerspiel)
Fahrenheit 451 ist ein Computerspiel der US-amerikanischen Firma Telarium aus dem Jahr 1984. Es gehört zum Genre der Textadventures und knüpft an den Roman Fahrenheit 451 des Schriftstellers Ray Bradbury an.

## Handlung
Dem Science-Fiction-Adventure liegt eine Zukunftsvision zu Grunde, in der der Besitz und das Lesen von Büchern vom Staat verboten sind. Zeitlich spielt das Adventure fünf Jahre nach Ende des Romans. Der Spieler ist der Feuerwehrmann Guy Montag, der auch im Roman den Protagonisten darstellt. Im Roman hatte er die Aufgabe, Bücher zu verbrennen. Zu Beginn des Spiels hat sich Montag bereits für einen neuen Weg entschieden: Er agiert jetzt im Untergrund und versucht, Mikroverfilmungen von Büchern zu retten, die in der New York Public Library gelagert werden und zur Vernichtung bestimmt sind. Montag ist ein verfolgter Staatsfeind, der sich verstecken und seine Identität ändern muss, um nicht von der „Feuerwehr“ – einer staatlichen Polizeitruppe – oder mechanischen Hunden getötet zu werden. Eine große Rolle spielen klassische Literaturzitate, die Montag im Verlauf des Spieles lernt und die ihm Hilfe von anderen Widerstandskämpfern verschaffen.

## Spielprinzip und Technik
Die oberen 40 % des Bildschirms sind für gezeichnete Grafiken reserviert, die die jeweils aktuelle Örtlichkeit illustrieren, der untere Teil für Textdarstellung und -eingabe. Die Spielsteuerung erfolgt über die Tastatur. Dabei werden die Spielebefehle, zum Beispiel „take“ für die Aufnahme eines Gegenstandes, über einen Text-Parser eingegeben. Die Navigation zwischen den Handlungsschauplätzen erfolgt über die Angabe von Himmelsrichtungen („N“ für „North“, „S“ für „South“ usw.). Bei manchen Aktionen im Spiel besteht ein Zeitlimit. Das Spiel verfügt über eine Titelmelodie und Soundeffekte.

## Produktionsnotizen
Das Adventure knüpft an Figuren und Handlung des Romans Fahrenheit 451 (Verlag Ballantine Books, 1953) des Schriftstellers Ray Bradbury an und wurde unter Federführung von Byron Preiss und seiner Firma Byron Preiss Video Productions von Bradbury selbst mit entwickelt. Speziell für das Computerspiel schrieb Bradbury dabei eine einleitende Geschichte. Nach den Schilderungen von Preiss verlief die Zusammenarbeit mit Bradbury gut. Der Autor zahlreicher Science-Fiction-Romane zeigte sich an den neuen Gestaltungsmöglichkeiten bei der Adventure-Entwicklung interessiert. Bradbury wurde als sprechender Computer „Ray“ in das Spiel integriert und gibt dem Spieler Hinweise zur Lösung des Spiels.
Das Computerspiel wurde für die Plattformen Commodore 64, DOS, Atari ST, MSX2, Mac OS und Apple II umgesetzt. Die MSX2-Version ist eine Übersetzung ins Spanische und mit neuen Illustrationen ausgestattet.

## Rezeption
Die deutsche Happy Computer lobte die Grafiken des Spiels als „einige der besten Bilder, die es je für Grafikadventures gegeben hat“ und stellte heraus, dass das Spiel nicht linear verlaufe, sondern dem Spieler große Freiheiten bei der Abarbeitung der einzelnen Aufgaben lasse. In Konsequenz sei das Spiel eher „für den etwas erfahreneren Abenteuerspieler“ geeignet. In den 1980er-Jahren wurden in der Rezension einer deutschen Computerzeitschrift neben der Grafik die komplexe Handlung, die Vielzahl der Personen, mit denen die Spielfigur interagiert, und die große Zahl der Handlungsorte hervorgehoben. Ein US-amerikanischer Rezensent betonte die fesselnden Texte („gripping prose“) und die besondere Vorgehensweise der Spielentwickler bei der Nutzung von Literaturzitaten zur Erreichung des Spielziels („unique approach of obtaining and using literary quotations.“).
Eine Untersuchung zur Computerspielgeschichte und -theorie von 1993 würdigte das Spiel Fahrenheit 451 als „hochkomplexes, interaktives Computermärchen“. Das Adventure sei „gleichsam Literaturliteratur, ein Spiel mit Klassikern und zugleich mit dem Erzähler, dem Spieler selbst“. In einer Untersuchung aus dem Jahr 2005 wird Fahrenheit 451 in eine Reihe mit anderen Adventures der Firma Telarium gestellt, welche die Nähe zur Literatur betonten und bei denen das erzählerische Element im Mittelpunkt stand.